# Mataeopsephus maculatus
Mataeopsephus maculatus is een keversoort uit de familie keikevers (Psephenidae). De wetenschappelijke naam van de soort werd in 1957 gepubliceerd door Nomura.